# Batman: Il figlio del demone
Il figlio del demone (Son of the Demon) è una graphic novel di Mike W. Barr (testi) e Jerry Bingham (disegni) con protagonista il supereroe Batman, pubblicata dalla DC Comics nel 1987.
Nonostante si tratti di una storia Elseworlds, Grant Morrison usò questa storia nella storia in quattro parti di Batman & Figlio del 2006.

## Trama
La storia è incentrata sull'eco-terrorista e capo della Lega degli Assassini, Ra's al Ghul, il quale aiuta Batman nella sua ricerca dell'assassino di Harris Blaine, uno degli scienziati più illustri di Gotham City.
Ra's e l'Uomo Pipistrello si ritrovano alla ricerca dello stesso uomo, il terrorista Qayin, feroce assassino che in passato uccise la moglie di Ra's e madre di Talia, sua figlia preferita ed erede. Negli anni Batman e Talia hanno avuto una storia d'amore tempestosa e poco solida, ma durante il corso della storia Batman ha il tempo di corteggiare propriamente la donna, arrivando a chiedere il matrimonio.

## Edizioni
L'opera è stata originariamente pubblicata da DC Comics nel 1987, e venne ridistribuita con una nuova copertina nel 2006, in occasione della saga Batman & Figlio. In Italia l'albo è stato pubblicato da Play Press in volume brossurato nel novembre 1997, e da Planeta DeAgostini all'interno della collana Batman: La leggenda (agosto 2008). L'opera è stata ristampata all'interno del volume Nascita del demone da RW Edizioni nel settembre 2012.